# Abel Sánchez
Abel Sánchez (subtitulada Una historia de pasión) es una novela escrita por Miguel de Unamuno en 1917. Aunque su estilo es más realista que el de sus otras novelas, en ella pueden encontrarse los rasgos fundamentales de la narrativa unamuniana.

## Implicaciones antropológicas e ideológicas
Al igual que la mayor parte de las novelas de Unamuno, y a diferencia de las novelas realistas al uso en la época, Abel Sánchez carece de indicaciones cronológicas y geográficas concretas, lo que permitiría relacionarla con las narraciones míticas, situadas en un "tiempo sin tiempo". 
Esta parece ser la intención de Unamuno, ya que en realidad Abel Sánchez no es sino una reinterpretación de la historia religiosa de Caín y Abel, identificados con los dos personajes protagonistas: Caín (Joaquín) es el despreciado por Dios y por la sociedad, mientras que Abel, sin haber hecho más méritos para ello, recibe todos los dones humanos y una admiración generalizada. 
Además de la similitud de los nombres, el primer homicidio, según la historia bíblica aparece, como intertexto en varios momentos de la novela. Así, Joaquín queda vivamente impresionado por una representación del Caín de Lord Byron, y su oponente, Abel, también se inspirará en la misma leyenda para uno de sus cuadros. 
La envidia, desde esta perspectiva, se convierte por lo tanto en un mal universal y eterno, del que los personajes no son más que un ejemplo práctico.
Las protagonistas femeninas juegan un papel secundario en el desarrollo de la trama, pero tiene igualmente un significado mítico o simbólico. Así, Helena (paralelo de Helena de Troya) es la mujer bella por encima de todo, que desencadena la guerra entre los contendientes. 
En cambio, Antonia (del latín, "digna de elogio" o "más allá de la estimación") es la mujer-madre, tan común en la obra unamuniana, que acogerá y confortará al protagonista en su regazo. 
Sin embargo, esta historia de carácter mítico tiene otra posible lectura que el propio Unamuno se encarga de resaltar en el prólogo a la segunda edición: según esta otra lectura, la envidia no es ya un mal universal, sino un mal nacional, el mal de España, exacerbado por la división social de comienzos de siglo :

«En estos años que separan las dos ediciones de esta mi historia de una pasión trágica -la más trágica acaso- he sentido enconarse la lepra nacional, y en estos cerca de cinco años que he tenido que vivir fuera de mi España he sentido cómo la vieja envidia tradicional -y tradicionalista- española, la castiza, la que agrió las gracias de Quevedo y las de Larra, ha llegado a constituir una especie de partidillo político, aunque, como todo lo vergonzante e hipócrita, desmedrado; he visto a la envidia construir juntas defensivas, la he visto revolverse contra toda natural superioridad...»

En todo caso, esta interpretación está más presente en ese prólogo de lo que lo está en la propia novela, en la que las implicaciones antropológicas están mucho más presentes que las ideológicas.

## Estructura y estilo
Esta tensa relación vital entre Joaquín y Abel se transmite al lector mediante tres recursos narrativos distintos: las intervenciones del narrador omnisciente en tercera persona (no muy abundantes), los diálogos entre los personajes, de una extensión considerable, y por último los fragmentos de una Confesión en primera persona supuestamente escrita por el personaje principal, Joaquín Monegro, generalmente integrados en la narración, y más raramente en un capítulo independiente. El reparto del texto narrativo entre estos tres elementos es irregular a lo largo de toda la novela, aunque de los tres el que más espacio ocupa en el conjunto es el diálogo. Los fragmentos tomados de la Confesión, de extensión muy dispar, son mucho más abundantes en la primera mitad de la novela, mientras que en la segunda su aparición es más esporádica. 
De entre los infructuosos intentos de solución, algunos consisten en la sublimación del conflicto a través de elementos intermediarios; otros, en cambio, pretenden eliminar la confrontación mediante la eliminación (física o metafórica) del contrincante. Al primer grupo pertenecen el matrimonio, la religión o el amor al nieto; al segundo, en cambio, la fama artística o científica de ambos personajes. En otros casos, como los hijos o el episodio del discurso laudatorio, lo que en principio parecen estrategias de sublimación se acaban transformando en competición (en el primer caso) y en la tentación del homicidio, en el segundo. De hecho, también el amor por el nieto, que en primer momento se presenta como la salvación del alma de Joaquín, termina por provocar el enfrentamiento definitivo y, en último término, la muerte de Abel en brazos de su contrincante.
A estas secuencias principales se añaden elementos complementarios: diálogos o por fragmentos de la Confesión, que en ocasiones ocupan capítulos enteros y tienen la función de caracterizar a los personajes y profundizar en el conflicto; otros episodios separados de la trama principal sirven de contrapunto (la historia del aragonés) o de amplificación del tema central de la novela (especialmente la significativa citación del Caín de Lord Byron).